# 上维森
上维森是德国莱茵兰-普法尔茨州的一个市镇。总面积1.61平方公里，总人口475人，其中男性230人，女性245人（2011年12月31日），人口密度295人/平方公里。